# جان باتيست بوفير
جان باتيست بوفير (بالفرنسية: Jean-Baptiste Bouvier )‏ (و. 1783 – 1854 م) هو قس، وعالم عقيدة، من فرنسا، توفي في لو مان، وروما، عن عمر يناهز 71 عاماً.

## مناصب
تولى منصب أسقف.